# Chica busca chica
Chica busca chica es una serie española de comedia producida por Sin Talento, de difusión íntegra por internet.
La serie cuenta en clave de comedia la vida de un grupo de chicas lesbianas, sus relaciones sentimentales y los obstáculos a los que se enfrentan dentro de ellas.
Comenzó a emitirse por internet en el 29 de junio de 2007, y fue presentada con motivo de la celebración del Europride 2007 celebrado en Madrid.
La serie utilizó el canal de YouTube para su difusión, donde fue vista por millones de personas y se encuentra a la venta en Amazon. Existe una versión oficial subtitulada en inglés. En junio del 2014 comenzó a rodarse De chica en chica un largometraje producido por Celia Freijeiro y Sonia Sebastian (Pocapena Producciones) basado en la historia de la serie y con los mismos personajes protagonistas. El proyecto se financió a través de '"crowfunding"'.

## Comienzo
Nines, que trabaja como camarera del bar Chica Busca Chica, no tiene donde dormir, y recibe el ofrecimiento de Mónica, que lleva mucho tiempo enamorada de ella. Esa noche, Nines se acuesta con Mónica, pero por la mañana Nines conoce a la mujer de su vida, Carmen, compañera de piso y mejor amiga de Mónica, de la que se enamora irreversiblemente. Nines queda sorprendida al descubrir que Carmen es heterosexual, y ese día prepara la mudanza para convivir con su novio.

## Reparto
- Celia Freijeiro es Nines, una verdadera superviviente. Vive en casa de sus relaciones espóradicas mientras que puede. Está escribiendo un cómic, Leila Z, y trabaja en un bar de copas de ambiente hasta que lo publique.
- Cristina Pons es Mónica, una chica frustrada, antigua deportista de élite, traumatizada por su fracaso en los juegos olímpicos. Trabaja para medios depotivos y probablemente tiene un trastorno obsesivo-compulsivo.
- Sandra Collantes es Carmen, es una psicoanalista que lleva toda la vida con su novio. Carmen es muy dependiente de los demás, aunque intenta ocultarlo detrás de una fachada de chica seria y autosuficiente.
- Almudena Gallego es Ana, una chica que llega a Madrid para convertirse en actriz, y dar un paso más en su vida como lesbiana, es muy optimista y ve el mundo desde sus ojos, que le dan una visión que nadie más tiene.

## Banda sonora
La música corre a cargo del Juan Pedro Acacio, aunque en la serie podemos escuchar temas de Daniela Mercury y OléFunk. El tema principal de la serie, llamado igualmente Chica busca chica es cantado por Amparo de Amparanoia.

## Premios
- La serie ha recibido en 2007 el premio a las televisión, compartido con Lo que surja, del festival LesGaiCineMad.[2]
- Premio Ocaña de festival FancineGay de Extremadura 2007.[3]